# Контрудар (шахматы)
Контруда́р — тактический приём, применяемый в ответ на нападение соперника. Нередко начинает и сопровождает контратаку и способствует её развитию.

## Пример
|   | a | b | c | d | e | f | g | h |   |
| - | --- | --- | --- | --- | --- | --- | --- | --- | - |
| 8 | c8 чёрный король · d8 чёрная ладья · a7 чёрная пешка · b7 чёрная пешка · d7 чёрная ладья · f7 чёрная пешка · g7 чёрная пешка · h7 чёрная пешка · b6 чёрный ферзь · c6 чёрная пешка · e6 чёрная пешка · c5 чёрный слон · d5 чёрный конь · e5 белая пешка · g5 белый слон · c4 белый слон · a2 белая пешка · b2 белая пешка · c2 белая пешка · e2 белый ферзь · f2 белая пешка · g2 белая пешка · h2 белая пешка · c1 белый король · d1 белая ладья · f1 белая ладья | c8 чёрный король · d8 чёрная ладья · a7 чёрная пешка · b7 чёрная пешка · d7 чёрная ладья · f7 чёрная пешка · g7 чёрная пешка · h7 чёрная пешка · b6 чёрный ферзь · c6 чёрная пешка · e6 чёрная пешка · c5 чёрный слон · d5 чёрный конь · e5 белая пешка · g5 белый слон · c4 белый слон · a2 белая пешка · b2 белая пешка · c2 белая пешка · e2 белый ферзь · f2 белая пешка · g2 белая пешка · h2 белая пешка · c1 белый король · d1 белая ладья · f1 белая ладья | c8 чёрный король · d8 чёрная ладья · a7 чёрная пешка · b7 чёрная пешка · d7 чёрная ладья · f7 чёрная пешка · g7 чёрная пешка · h7 чёрная пешка · b6 чёрный ферзь · c6 чёрная пешка · e6 чёрная пешка · c5 чёрный слон · d5 чёрный конь · e5 белая пешка · g5 белый слон · c4 белый слон · a2 белая пешка · b2 белая пешка · c2 белая пешка · e2 белый ферзь · f2 белая пешка · g2 белая пешка · h2 белая пешка · c1 белый король · d1 белая ладья · f1 белая ладья | c8 чёрный король · d8 чёрная ладья · a7 чёрная пешка · b7 чёрная пешка · d7 чёрная ладья · f7 чёрная пешка · g7 чёрная пешка · h7 чёрная пешка · b6 чёрный ферзь · c6 чёрная пешка · e6 чёрная пешка · c5 чёрный слон · d5 чёрный конь · e5 белая пешка · g5 белый слон · c4 белый слон · a2 белая пешка · b2 белая пешка · c2 белая пешка · e2 белый ферзь · f2 белая пешка · g2 белая пешка · h2 белая пешка · c1 белый король · d1 белая ладья · f1 белая ладья | c8 чёрный король · d8 чёрная ладья · a7 чёрная пешка · b7 чёрная пешка · d7 чёрная ладья · f7 чёрная пешка · g7 чёрная пешка · h7 чёрная пешка · b6 чёрный ферзь · c6 чёрная пешка · e6 чёрная пешка · c5 чёрный слон · d5 чёрный конь · e5 белая пешка · g5 белый слон · c4 белый слон · a2 белая пешка · b2 белая пешка · c2 белая пешка · e2 белый ферзь · f2 белая пешка · g2 белая пешка · h2 белая пешка · c1 белый король · d1 белая ладья · f1 белая ладья | c8 чёрный король · d8 чёрная ладья · a7 чёрная пешка · b7 чёрная пешка · d7 чёрная ладья · f7 чёрная пешка · g7 чёрная пешка · h7 чёрная пешка · b6 чёрный ферзь · c6 чёрная пешка · e6 чёрная пешка · c5 чёрный слон · d5 чёрный конь · e5 белая пешка · g5 белый слон · c4 белый слон · a2 белая пешка · b2 белая пешка · c2 белая пешка · e2 белый ферзь · f2 белая пешка · g2 белая пешка · h2 белая пешка · c1 белый король · d1 белая ладья · f1 белая ладья | c8 чёрный король · d8 чёрная ладья · a7 чёрная пешка · b7 чёрная пешка · d7 чёрная ладья · f7 чёрная пешка · g7 чёрная пешка · h7 чёрная пешка · b6 чёрный ферзь · c6 чёрная пешка · e6 чёрная пешка · c5 чёрный слон · d5 чёрный конь · e5 белая пешка · g5 белый слон · c4 белый слон · a2 белая пешка · b2 белая пешка · c2 белая пешка · e2 белый ферзь · f2 белая пешка · g2 белая пешка · h2 белая пешка · c1 белый король · d1 белая ладья · f1 белая ладья | c8 чёрный король · d8 чёрная ладья · a7 чёрная пешка · b7 чёрная пешка · d7 чёрная ладья · f7 чёрная пешка · g7 чёрная пешка · h7 чёрная пешка · b6 чёрный ферзь · c6 чёрная пешка · e6 чёрная пешка · c5 чёрный слон · d5 чёрный конь · e5 белая пешка · g5 белый слон · c4 белый слон · a2 белая пешка · b2 белая пешка · c2 белая пешка · e2 белый ферзь · f2 белая пешка · g2 белая пешка · h2 белая пешка · c1 белый король · d1 белая ладья · f1 белая ладья | 8 |
| 7 | c8 чёрный король · d8 чёрная ладья · a7 чёрная пешка · b7 чёрная пешка · d7 чёрная ладья · f7 чёрная пешка · g7 чёрная пешка · h7 чёрная пешка · b6 чёрный ферзь · c6 чёрная пешка · e6 чёрная пешка · c5 чёрный слон · d5 чёрный конь · e5 белая пешка · g5 белый слон · c4 белый слон · a2 белая пешка · b2 белая пешка · c2 белая пешка · e2 белый ферзь · f2 белая пешка · g2 белая пешка · h2 белая пешка · c1 белый король · d1 белая ладья · f1 белая ладья | c8 чёрный король · d8 чёрная ладья · a7 чёрная пешка · b7 чёрная пешка · d7 чёрная ладья · f7 чёрная пешка · g7 чёрная пешка · h7 чёрная пешка · b6 чёрный ферзь · c6 чёрная пешка · e6 чёрная пешка · c5 чёрный слон · d5 чёрный конь · e5 белая пешка · g5 белый слон · c4 белый слон · a2 белая пешка · b2 белая пешка · c2 белая пешка · e2 белый ферзь · f2 белая пешка · g2 белая пешка · h2 белая пешка · c1 белый король · d1 белая ладья · f1 белая ладья | c8 чёрный король · d8 чёрная ладья · a7 чёрная пешка · b7 чёрная пешка · d7 чёрная ладья · f7 чёрная пешка · g7 чёрная пешка · h7 чёрная пешка · b6 чёрный ферзь · c6 чёрная пешка · e6 чёрная пешка · c5 чёрный слон · d5 чёрный конь · e5 белая пешка · g5 белый слон · c4 белый слон · a2 белая пешка · b2 белая пешка · c2 белая пешка · e2 белый ферзь · f2 белая пешка · g2 белая пешка · h2 белая пешка · c1 белый король · d1 белая ладья · f1 белая ладья | c8 чёрный король · d8 чёрная ладья · a7 чёрная пешка · b7 чёрная пешка · d7 чёрная ладья · f7 чёрная пешка · g7 чёрная пешка · h7 чёрная пешка · b6 чёрный ферзь · c6 чёрная пешка · e6 чёрная пешка · c5 чёрный слон · d5 чёрный конь · e5 белая пешка · g5 белый слон · c4 белый слон · a2 белая пешка · b2 белая пешка · c2 белая пешка · e2 белый ферзь · f2 белая пешка · g2 белая пешка · h2 белая пешка · c1 белый король · d1 белая ладья · f1 белая ладья | c8 чёрный король · d8 чёрная ладья · a7 чёрная пешка · b7 чёрная пешка · d7 чёрная ладья · f7 чёрная пешка · g7 чёрная пешка · h7 чёрная пешка · b6 чёрный ферзь · c6 чёрная пешка · e6 чёрная пешка · c5 чёрный слон · d5 чёрный конь · e5 белая пешка · g5 белый слон · c4 белый слон · a2 белая пешка · b2 белая пешка · c2 белая пешка · e2 белый ферзь · f2 белая пешка · g2 белая пешка · h2 белая пешка · c1 белый король · d1 белая ладья · f1 белая ладья | c8 чёрный король · d8 чёрная ладья · a7 чёрная пешка · b7 чёрная пешка · d7 чёрная ладья · f7 чёрная пешка · g7 чёрная пешка · h7 чёрная пешка · b6 чёрный ферзь · c6 чёрная пешка · e6 чёрная пешка · c5 чёрный слон · d5 чёрный конь · e5 белая пешка · g5 белый слон · c4 белый слон · a2 белая пешка · b2 белая пешка · c2 белая пешка · e2 белый ферзь · f2 белая пешка · g2 белая пешка · h2 белая пешка · c1 белый король · d1 белая ладья · f1 белая ладья | c8 чёрный король · d8 чёрная ладья · a7 чёрная пешка · b7 чёрная пешка · d7 чёрная ладья · f7 чёрная пешка · g7 чёрная пешка · h7 чёрная пешка · b6 чёрный ферзь · c6 чёрная пешка · e6 чёрная пешка · c5 чёрный слон · d5 чёрный конь · e5 белая пешка · g5 белый слон · c4 белый слон · a2 белая пешка · b2 белая пешка · c2 белая пешка · e2 белый ферзь · f2 белая пешка · g2 белая пешка · h2 белая пешка · c1 белый король · d1 белая ладья · f1 белая ладья | c8 чёрный король · d8 чёрная ладья · a7 чёрная пешка · b7 чёрная пешка · d7 чёрная ладья · f7 чёрная пешка · g7 чёрная пешка · h7 чёрная пешка · b6 чёрный ферзь · c6 чёрная пешка · e6 чёрная пешка · c5 чёрный слон · d5 чёрный конь · e5 белая пешка · g5 белый слон · c4 белый слон · a2 белая пешка · b2 белая пешка · c2 белая пешка · e2 белый ферзь · f2 белая пешка · g2 белая пешка · h2 белая пешка · c1 белый король · d1 белая ладья · f1 белая ладья | 7 |
| 6 | c8 чёрный король · d8 чёрная ладья · a7 чёрная пешка · b7 чёрная пешка · d7 чёрная ладья · f7 чёрная пешка · g7 чёрная пешка · h7 чёрная пешка · b6 чёрный ферзь · c6 чёрная пешка · e6 чёрная пешка · c5 чёрный слон · d5 чёрный конь · e5 белая пешка · g5 белый слон · c4 белый слон · a2 белая пешка · b2 белая пешка · c2 белая пешка · e2 белый ферзь · f2 белая пешка · g2 белая пешка · h2 белая пешка · c1 белый король · d1 белая ладья · f1 белая ладья | c8 чёрный король · d8 чёрная ладья · a7 чёрная пешка · b7 чёрная пешка · d7 чёрная ладья · f7 чёрная пешка · g7 чёрная пешка · h7 чёрная пешка · b6 чёрный ферзь · c6 чёрная пешка · e6 чёрная пешка · c5 чёрный слон · d5 чёрный конь · e5 белая пешка · g5 белый слон · c4 белый слон · a2 белая пешка · b2 белая пешка · c2 белая пешка · e2 белый ферзь · f2 белая пешка · g2 белая пешка · h2 белая пешка · c1 белый король · d1 белая ладья · f1 белая ладья | c8 чёрный король · d8 чёрная ладья · a7 чёрная пешка · b7 чёрная пешка · d7 чёрная ладья · f7 чёрная пешка · g7 чёрная пешка · h7 чёрная пешка · b6 чёрный ферзь · c6 чёрная пешка · e6 чёрная пешка · c5 чёрный слон · d5 чёрный конь · e5 белая пешка · g5 белый слон · c4 белый слон · a2 белая пешка · b2 белая пешка · c2 белая пешка · e2 белый ферзь · f2 белая пешка · g2 белая пешка · h2 белая пешка · c1 белый король · d1 белая ладья · f1 белая ладья | c8 чёрный король · d8 чёрная ладья · a7 чёрная пешка · b7 чёрная пешка · d7 чёрная ладья · f7 чёрная пешка · g7 чёрная пешка · h7 чёрная пешка · b6 чёрный ферзь · c6 чёрная пешка · e6 чёрная пешка · c5 чёрный слон · d5 чёрный конь · e5 белая пешка · g5 белый слон · c4 белый слон · a2 белая пешка · b2 белая пешка · c2 белая пешка · e2 белый ферзь · f2 белая пешка · g2 белая пешка · h2 белая пешка · c1 белый король · d1 белая ладья · f1 белая ладья | c8 чёрный король · d8 чёрная ладья · a7 чёрная пешка · b7 чёрная пешка · d7 чёрная ладья · f7 чёрная пешка · g7 чёрная пешка · h7 чёрная пешка · b6 чёрный ферзь · c6 чёрная пешка · e6 чёрная пешка · c5 чёрный слон · d5 чёрный конь · e5 белая пешка · g5 белый слон · c4 белый слон · a2 белая пешка · b2 белая пешка · c2 белая пешка · e2 белый ферзь · f2 белая пешка · g2 белая пешка · h2 белая пешка · c1 белый король · d1 белая ладья · f1 белая ладья | c8 чёрный король · d8 чёрная ладья · a7 чёрная пешка · b7 чёрная пешка · d7 чёрная ладья · f7 чёрная пешка · g7 чёрная пешка · h7 чёрная пешка · b6 чёрный ферзь · c6 чёрная пешка · e6 чёрная пешка · c5 чёрный слон · d5 чёрный конь · e5 белая пешка · g5 белый слон · c4 белый слон · a2 белая пешка · b2 белая пешка · c2 белая пешка · e2 белый ферзь · f2 белая пешка · g2 белая пешка · h2 белая пешка · c1 белый король · d1 белая ладья · f1 белая ладья | c8 чёрный король · d8 чёрная ладья · a7 чёрная пешка · b7 чёрная пешка · d7 чёрная ладья · f7 чёрная пешка · g7 чёрная пешка · h7 чёрная пешка · b6 чёрный ферзь · c6 чёрная пешка · e6 чёрная пешка · c5 чёрный слон · d5 чёрный конь · e5 белая пешка · g5 белый слон · c4 белый слон · a2 белая пешка · b2 белая пешка · c2 белая пешка · e2 белый ферзь · f2 белая пешка · g2 белая пешка · h2 белая пешка · c1 белый король · d1 белая ладья · f1 белая ладья | c8 чёрный король · d8 чёрная ладья · a7 чёрная пешка · b7 чёрная пешка · d7 чёрная ладья · f7 чёрная пешка · g7 чёрная пешка · h7 чёрная пешка · b6 чёрный ферзь · c6 чёрная пешка · e6 чёрная пешка · c5 чёрный слон · d5 чёрный конь · e5 белая пешка · g5 белый слон · c4 белый слон · a2 белая пешка · b2 белая пешка · c2 белая пешка · e2 белый ферзь · f2 белая пешка · g2 белая пешка · h2 белая пешка · c1 белый король · d1 белая ладья · f1 белая ладья | 6 |
| 5 | c8 чёрный король · d8 чёрная ладья · a7 чёрная пешка · b7 чёрная пешка · d7 чёрная ладья · f7 чёрная пешка · g7 чёрная пешка · h7 чёрная пешка · b6 чёрный ферзь · c6 чёрная пешка · e6 чёрная пешка · c5 чёрный слон · d5 чёрный конь · e5 белая пешка · g5 белый слон · c4 белый слон · a2 белая пешка · b2 белая пешка · c2 белая пешка · e2 белый ферзь · f2 белая пешка · g2 белая пешка · h2 белая пешка · c1 белый король · d1 белая ладья · f1 белая ладья | c8 чёрный король · d8 чёрная ладья · a7 чёрная пешка · b7 чёрная пешка · d7 чёрная ладья · f7 чёрная пешка · g7 чёрная пешка · h7 чёрная пешка · b6 чёрный ферзь · c6 чёрная пешка · e6 чёрная пешка · c5 чёрный слон · d5 чёрный конь · e5 белая пешка · g5 белый слон · c4 белый слон · a2 белая пешка · b2 белая пешка · c2 белая пешка · e2 белый ферзь · f2 белая пешка · g2 белая пешка · h2 белая пешка · c1 белый король · d1 белая ладья · f1 белая ладья | c8 чёрный король · d8 чёрная ладья · a7 чёрная пешка · b7 чёрная пешка · d7 чёрная ладья · f7 чёрная пешка · g7 чёрная пешка · h7 чёрная пешка · b6 чёрный ферзь · c6 чёрная пешка · e6 чёрная пешка · c5 чёрный слон · d5 чёрный конь · e5 белая пешка · g5 белый слон · c4 белый слон · a2 белая пешка · b2 белая пешка · c2 белая пешка · e2 белый ферзь · f2 белая пешка · g2 белая пешка · h2 белая пешка · c1 белый король · d1 белая ладья · f1 белая ладья | c8 чёрный король · d8 чёрная ладья · a7 чёрная пешка · b7 чёрная пешка · d7 чёрная ладья · f7 чёрная пешка · g7 чёрная пешка · h7 чёрная пешка · b6 чёрный ферзь · c6 чёрная пешка · e6 чёрная пешка · c5 чёрный слон · d5 чёрный конь · e5 белая пешка · g5 белый слон · c4 белый слон · a2 белая пешка · b2 белая пешка · c2 белая пешка · e2 белый ферзь · f2 белая пешка · g2 белая пешка · h2 белая пешка · c1 белый король · d1 белая ладья · f1 белая ладья | c8 чёрный король · d8 чёрная ладья · a7 чёрная пешка · b7 чёрная пешка · d7 чёрная ладья · f7 чёрная пешка · g7 чёрная пешка · h7 чёрная пешка · b6 чёрный ферзь · c6 чёрная пешка · e6 чёрная пешка · c5 чёрный слон · d5 чёрный конь · e5 белая пешка · g5 белый слон · c4 белый слон · a2 белая пешка · b2 белая пешка · c2 белая пешка · e2 белый ферзь · f2 белая пешка · g2 белая пешка · h2 белая пешка · c1 белый король · d1 белая ладья · f1 белая ладья | c8 чёрный король · d8 чёрная ладья · a7 чёрная пешка · b7 чёрная пешка · d7 чёрная ладья · f7 чёрная пешка · g7 чёрная пешка · h7 чёрная пешка · b6 чёрный ферзь · c6 чёрная пешка · e6 чёрная пешка · c5 чёрный слон · d5 чёрный конь · e5 белая пешка · g5 белый слон · c4 белый слон · a2 белая пешка · b2 белая пешка · c2 белая пешка · e2 белый ферзь · f2 белая пешка · g2 белая пешка · h2 белая пешка · c1 белый король · d1 белая ладья · f1 белая ладья | c8 чёрный король · d8 чёрная ладья · a7 чёрная пешка · b7 чёрная пешка · d7 чёрная ладья · f7 чёрная пешка · g7 чёрная пешка · h7 чёрная пешка · b6 чёрный ферзь · c6 чёрная пешка · e6 чёрная пешка · c5 чёрный слон · d5 чёрный конь · e5 белая пешка · g5 белый слон · c4 белый слон · a2 белая пешка · b2 белая пешка · c2 белая пешка · e2 белый ферзь · f2 белая пешка · g2 белая пешка · h2 белая пешка · c1 белый король · d1 белая ладья · f1 белая ладья | c8 чёрный король · d8 чёрная ладья · a7 чёрная пешка · b7 чёрная пешка · d7 чёрная ладья · f7 чёрная пешка · g7 чёрная пешка · h7 чёрная пешка · b6 чёрный ферзь · c6 чёрная пешка · e6 чёрная пешка · c5 чёрный слон · d5 чёрный конь · e5 белая пешка · g5 белый слон · c4 белый слон · a2 белая пешка · b2 белая пешка · c2 белая пешка · e2 белый ферзь · f2 белая пешка · g2 белая пешка · h2 белая пешка · c1 белый король · d1 белая ладья · f1 белая ладья | 5 |
| 4 | c8 чёрный король · d8 чёрная ладья · a7 чёрная пешка · b7 чёрная пешка · d7 чёрная ладья · f7 чёрная пешка · g7 чёрная пешка · h7 чёрная пешка · b6 чёрный ферзь · c6 чёрная пешка · e6 чёрная пешка · c5 чёрный слон · d5 чёрный конь · e5 белая пешка · g5 белый слон · c4 белый слон · a2 белая пешка · b2 белая пешка · c2 белая пешка · e2 белый ферзь · f2 белая пешка · g2 белая пешка · h2 белая пешка · c1 белый король · d1 белая ладья · f1 белая ладья | c8 чёрный король · d8 чёрная ладья · a7 чёрная пешка · b7 чёрная пешка · d7 чёрная ладья · f7 чёрная пешка · g7 чёрная пешка · h7 чёрная пешка · b6 чёрный ферзь · c6 чёрная пешка · e6 чёрная пешка · c5 чёрный слон · d5 чёрный конь · e5 белая пешка · g5 белый слон · c4 белый слон · a2 белая пешка · b2 белая пешка · c2 белая пешка · e2 белый ферзь · f2 белая пешка · g2 белая пешка · h2 белая пешка · c1 белый король · d1 белая ладья · f1 белая ладья | c8 чёрный король · d8 чёрная ладья · a7 чёрная пешка · b7 чёрная пешка · d7 чёрная ладья · f7 чёрная пешка · g7 чёрная пешка · h7 чёрная пешка · b6 чёрный ферзь · c6 чёрная пешка · e6 чёрная пешка · c5 чёрный слон · d5 чёрный конь · e5 белая пешка · g5 белый слон · c4 белый слон · a2 белая пешка · b2 белая пешка · c2 белая пешка · e2 белый ферзь · f2 белая пешка · g2 белая пешка · h2 белая пешка · c1 белый король · d1 белая ладья · f1 белая ладья | c8 чёрный король · d8 чёрная ладья · a7 чёрная пешка · b7 чёрная пешка · d7 чёрная ладья · f7 чёрная пешка · g7 чёрная пешка · h7 чёрная пешка · b6 чёрный ферзь · c6 чёрная пешка · e6 чёрная пешка · c5 чёрный слон · d5 чёрный конь · e5 белая пешка · g5 белый слон · c4 белый слон · a2 белая пешка · b2 белая пешка · c2 белая пешка · e2 белый ферзь · f2 белая пешка · g2 белая пешка · h2 белая пешка · c1 белый король · d1 белая ладья · f1 белая ладья | c8 чёрный король · d8 чёрная ладья · a7 чёрная пешка · b7 чёрная пешка · d7 чёрная ладья · f7 чёрная пешка · g7 чёрная пешка · h7 чёрная пешка · b6 чёрный ферзь · c6 чёрная пешка · e6 чёрная пешка · c5 чёрный слон · d5 чёрный конь · e5 белая пешка · g5 белый слон · c4 белый слон · a2 белая пешка · b2 белая пешка · c2 белая пешка · e2 белый ферзь · f2 белая пешка · g2 белая пешка · h2 белая пешка · c1 белый король · d1 белая ладья · f1 белая ладья | c8 чёрный король · d8 чёрная ладья · a7 чёрная пешка · b7 чёрная пешка · d7 чёрная ладья · f7 чёрная пешка · g7 чёрная пешка · h7 чёрная пешка · b6 чёрный ферзь · c6 чёрная пешка · e6 чёрная пешка · c5 чёрный слон · d5 чёрный конь · e5 белая пешка · g5 белый слон · c4 белый слон · a2 белая пешка · b2 белая пешка · c2 белая пешка · e2 белый ферзь · f2 белая пешка · g2 белая пешка · h2 белая пешка · c1 белый король · d1 белая ладья · f1 белая ладья | c8 чёрный король · d8 чёрная ладья · a7 чёрная пешка · b7 чёрная пешка · d7 чёрная ладья · f7 чёрная пешка · g7 чёрная пешка · h7 чёрная пешка · b6 чёрный ферзь · c6 чёрная пешка · e6 чёрная пешка · c5 чёрный слон · d5 чёрный конь · e5 белая пешка · g5 белый слон · c4 белый слон · a2 белая пешка · b2 белая пешка · c2 белая пешка · e2 белый ферзь · f2 белая пешка · g2 белая пешка · h2 белая пешка · c1 белый король · d1 белая ладья · f1 белая ладья | c8 чёрный король · d8 чёрная ладья · a7 чёрная пешка · b7 чёрная пешка · d7 чёрная ладья · f7 чёрная пешка · g7 чёрная пешка · h7 чёрная пешка · b6 чёрный ферзь · c6 чёрная пешка · e6 чёрная пешка · c5 чёрный слон · d5 чёрный конь · e5 белая пешка · g5 белый слон · c4 белый слон · a2 белая пешка · b2 белая пешка · c2 белая пешка · e2 белый ферзь · f2 белая пешка · g2 белая пешка · h2 белая пешка · c1 белый король · d1 белая ладья · f1 белая ладья | 4 |
| 3 | c8 чёрный король · d8 чёрная ладья · a7 чёрная пешка · b7 чёрная пешка · d7 чёрная ладья · f7 чёрная пешка · g7 чёрная пешка · h7 чёрная пешка · b6 чёрный ферзь · c6 чёрная пешка · e6 чёрная пешка · c5 чёрный слон · d5 чёрный конь · e5 белая пешка · g5 белый слон · c4 белый слон · a2 белая пешка · b2 белая пешка · c2 белая пешка · e2 белый ферзь · f2 белая пешка · g2 белая пешка · h2 белая пешка · c1 белый король · d1 белая ладья · f1 белая ладья | c8 чёрный король · d8 чёрная ладья · a7 чёрная пешка · b7 чёрная пешка · d7 чёрная ладья · f7 чёрная пешка · g7 чёрная пешка · h7 чёрная пешка · b6 чёрный ферзь · c6 чёрная пешка · e6 чёрная пешка · c5 чёрный слон · d5 чёрный конь · e5 белая пешка · g5 белый слон · c4 белый слон · a2 белая пешка · b2 белая пешка · c2 белая пешка · e2 белый ферзь · f2 белая пешка · g2 белая пешка · h2 белая пешка · c1 белый король · d1 белая ладья · f1 белая ладья | c8 чёрный король · d8 чёрная ладья · a7 чёрная пешка · b7 чёрная пешка · d7 чёрная ладья · f7 чёрная пешка · g7 чёрная пешка · h7 чёрная пешка · b6 чёрный ферзь · c6 чёрная пешка · e6 чёрная пешка · c5 чёрный слон · d5 чёрный конь · e5 белая пешка · g5 белый слон · c4 белый слон · a2 белая пешка · b2 белая пешка · c2 белая пешка · e2 белый ферзь · f2 белая пешка · g2 белая пешка · h2 белая пешка · c1 белый король · d1 белая ладья · f1 белая ладья | c8 чёрный король · d8 чёрная ладья · a7 чёрная пешка · b7 чёрная пешка · d7 чёрная ладья · f7 чёрная пешка · g7 чёрная пешка · h7 чёрная пешка · b6 чёрный ферзь · c6 чёрная пешка · e6 чёрная пешка · c5 чёрный слон · d5 чёрный конь · e5 белая пешка · g5 белый слон · c4 белый слон · a2 белая пешка · b2 белая пешка · c2 белая пешка · e2 белый ферзь · f2 белая пешка · g2 белая пешка · h2 белая пешка · c1 белый король · d1 белая ладья · f1 белая ладья | c8 чёрный король · d8 чёрная ладья · a7 чёрная пешка · b7 чёрная пешка · d7 чёрная ладья · f7 чёрная пешка · g7 чёрная пешка · h7 чёрная пешка · b6 чёрный ферзь · c6 чёрная пешка · e6 чёрная пешка · c5 чёрный слон · d5 чёрный конь · e5 белая пешка · g5 белый слон · c4 белый слон · a2 белая пешка · b2 белая пешка · c2 белая пешка · e2 белый ферзь · f2 белая пешка · g2 белая пешка · h2 белая пешка · c1 белый король · d1 белая ладья · f1 белая ладья | c8 чёрный король · d8 чёрная ладья · a7 чёрная пешка · b7 чёрная пешка · d7 чёрная ладья · f7 чёрная пешка · g7 чёрная пешка · h7 чёрная пешка · b6 чёрный ферзь · c6 чёрная пешка · e6 чёрная пешка · c5 чёрный слон · d5 чёрный конь · e5 белая пешка · g5 белый слон · c4 белый слон · a2 белая пешка · b2 белая пешка · c2 белая пешка · e2 белый ферзь · f2 белая пешка · g2 белая пешка · h2 белая пешка · c1 белый король · d1 белая ладья · f1 белая ладья | c8 чёрный король · d8 чёрная ладья · a7 чёрная пешка · b7 чёрная пешка · d7 чёрная ладья · f7 чёрная пешка · g7 чёрная пешка · h7 чёрная пешка · b6 чёрный ферзь · c6 чёрная пешка · e6 чёрная пешка · c5 чёрный слон · d5 чёрный конь · e5 белая пешка · g5 белый слон · c4 белый слон · a2 белая пешка · b2 белая пешка · c2 белая пешка · e2 белый ферзь · f2 белая пешка · g2 белая пешка · h2 белая пешка · c1 белый король · d1 белая ладья · f1 белая ладья | c8 чёрный король · d8 чёрная ладья · a7 чёрная пешка · b7 чёрная пешка · d7 чёрная ладья · f7 чёрная пешка · g7 чёрная пешка · h7 чёрная пешка · b6 чёрный ферзь · c6 чёрная пешка · e6 чёрная пешка · c5 чёрный слон · d5 чёрный конь · e5 белая пешка · g5 белый слон · c4 белый слон · a2 белая пешка · b2 белая пешка · c2 белая пешка · e2 белый ферзь · f2 белая пешка · g2 белая пешка · h2 белая пешка · c1 белый король · d1 белая ладья · f1 белая ладья | 3 |
| 2 | c8 чёрный король · d8 чёрная ладья · a7 чёрная пешка · b7 чёрная пешка · d7 чёрная ладья · f7 чёрная пешка · g7 чёрная пешка · h7 чёрная пешка · b6 чёрный ферзь · c6 чёрная пешка · e6 чёрная пешка · c5 чёрный слон · d5 чёрный конь · e5 белая пешка · g5 белый слон · c4 белый слон · a2 белая пешка · b2 белая пешка · c2 белая пешка · e2 белый ферзь · f2 белая пешка · g2 белая пешка · h2 белая пешка · c1 белый король · d1 белая ладья · f1 белая ладья | c8 чёрный король · d8 чёрная ладья · a7 чёрная пешка · b7 чёрная пешка · d7 чёрная ладья · f7 чёрная пешка · g7 чёрная пешка · h7 чёрная пешка · b6 чёрный ферзь · c6 чёрная пешка · e6 чёрная пешка · c5 чёрный слон · d5 чёрный конь · e5 белая пешка · g5 белый слон · c4 белый слон · a2 белая пешка · b2 белая пешка · c2 белая пешка · e2 белый ферзь · f2 белая пешка · g2 белая пешка · h2 белая пешка · c1 белый король · d1 белая ладья · f1 белая ладья | c8 чёрный король · d8 чёрная ладья · a7 чёрная пешка · b7 чёрная пешка · d7 чёрная ладья · f7 чёрная пешка · g7 чёрная пешка · h7 чёрная пешка · b6 чёрный ферзь · c6 чёрная пешка · e6 чёрная пешка · c5 чёрный слон · d5 чёрный конь · e5 белая пешка · g5 белый слон · c4 белый слон · a2 белая пешка · b2 белая пешка · c2 белая пешка · e2 белый ферзь · f2 белая пешка · g2 белая пешка · h2 белая пешка · c1 белый король · d1 белая ладья · f1 белая ладья | c8 чёрный король · d8 чёрная ладья · a7 чёрная пешка · b7 чёрная пешка · d7 чёрная ладья · f7 чёрная пешка · g7 чёрная пешка · h7 чёрная пешка · b6 чёрный ферзь · c6 чёрная пешка · e6 чёрная пешка · c5 чёрный слон · d5 чёрный конь · e5 белая пешка · g5 белый слон · c4 белый слон · a2 белая пешка · b2 белая пешка · c2 белая пешка · e2 белый ферзь · f2 белая пешка · g2 белая пешка · h2 белая пешка · c1 белый король · d1 белая ладья · f1 белая ладья | c8 чёрный король · d8 чёрная ладья · a7 чёрная пешка · b7 чёрная пешка · d7 чёрная ладья · f7 чёрная пешка · g7 чёрная пешка · h7 чёрная пешка · b6 чёрный ферзь · c6 чёрная пешка · e6 чёрная пешка · c5 чёрный слон · d5 чёрный конь · e5 белая пешка · g5 белый слон · c4 белый слон · a2 белая пешка · b2 белая пешка · c2 белая пешка · e2 белый ферзь · f2 белая пешка · g2 белая пешка · h2 белая пешка · c1 белый король · d1 белая ладья · f1 белая ладья | c8 чёрный король · d8 чёрная ладья · a7 чёрная пешка · b7 чёрная пешка · d7 чёрная ладья · f7 чёрная пешка · g7 чёрная пешка · h7 чёрная пешка · b6 чёрный ферзь · c6 чёрная пешка · e6 чёрная пешка · c5 чёрный слон · d5 чёрный конь · e5 белая пешка · g5 белый слон · c4 белый слон · a2 белая пешка · b2 белая пешка · c2 белая пешка · e2 белый ферзь · f2 белая пешка · g2 белая пешка · h2 белая пешка · c1 белый король · d1 белая ладья · f1 белая ладья | c8 чёрный король · d8 чёрная ладья · a7 чёрная пешка · b7 чёрная пешка · d7 чёрная ладья · f7 чёрная пешка · g7 чёрная пешка · h7 чёрная пешка · b6 чёрный ферзь · c6 чёрная пешка · e6 чёрная пешка · c5 чёрный слон · d5 чёрный конь · e5 белая пешка · g5 белый слон · c4 белый слон · a2 белая пешка · b2 белая пешка · c2 белая пешка · e2 белый ферзь · f2 белая пешка · g2 белая пешка · h2 белая пешка · c1 белый король · d1 белая ладья · f1 белая ладья | c8 чёрный король · d8 чёрная ладья · a7 чёрная пешка · b7 чёрная пешка · d7 чёрная ладья · f7 чёрная пешка · g7 чёрная пешка · h7 чёрная пешка · b6 чёрный ферзь · c6 чёрная пешка · e6 чёрная пешка · c5 чёрный слон · d5 чёрный конь · e5 белая пешка · g5 белый слон · c4 белый слон · a2 белая пешка · b2 белая пешка · c2 белая пешка · e2 белый ферзь · f2 белая пешка · g2 белая пешка · h2 белая пешка · c1 белый король · d1 белая ладья · f1 белая ладья | 2 |
| 1 | c8 чёрный король · d8 чёрная ладья · a7 чёрная пешка · b7 чёрная пешка · d7 чёрная ладья · f7 чёрная пешка · g7 чёрная пешка · h7 чёрная пешка · b6 чёрный ферзь · c6 чёрная пешка · e6 чёрная пешка · c5 чёрный слон · d5 чёрный конь · e5 белая пешка · g5 белый слон · c4 белый слон · a2 белая пешка · b2 белая пешка · c2 белая пешка · e2 белый ферзь · f2 белая пешка · g2 белая пешка · h2 белая пешка · c1 белый король · d1 белая ладья · f1 белая ладья | c8 чёрный король · d8 чёрная ладья · a7 чёрная пешка · b7 чёрная пешка · d7 чёрная ладья · f7 чёрная пешка · g7 чёрная пешка · h7 чёрная пешка · b6 чёрный ферзь · c6 чёрная пешка · e6 чёрная пешка · c5 чёрный слон · d5 чёрный конь · e5 белая пешка · g5 белый слон · c4 белый слон · a2 белая пешка · b2 белая пешка · c2 белая пешка · e2 белый ферзь · f2 белая пешка · g2 белая пешка · h2 белая пешка · c1 белый король · d1 белая ладья · f1 белая ладья | c8 чёрный король · d8 чёрная ладья · a7 чёрная пешка · b7 чёрная пешка · d7 чёрная ладья · f7 чёрная пешка · g7 чёрная пешка · h7 чёрная пешка · b6 чёрный ферзь · c6 чёрная пешка · e6 чёрная пешка · c5 чёрный слон · d5 чёрный конь · e5 белая пешка · g5 белый слон · c4 белый слон · a2 белая пешка · b2 белая пешка · c2 белая пешка · e2 белый ферзь · f2 белая пешка · g2 белая пешка · h2 белая пешка · c1 белый король · d1 белая ладья · f1 белая ладья | c8 чёрный король · d8 чёрная ладья · a7 чёрная пешка · b7 чёрная пешка · d7 чёрная ладья · f7 чёрная пешка · g7 чёрная пешка · h7 чёрная пешка · b6 чёрный ферзь · c6 чёрная пешка · e6 чёрная пешка · c5 чёрный слон · d5 чёрный конь · e5 белая пешка · g5 белый слон · c4 белый слон · a2 белая пешка · b2 белая пешка · c2 белая пешка · e2 белый ферзь · f2 белая пешка · g2 белая пешка · h2 белая пешка · c1 белый король · d1 белая ладья · f1 белая ладья | c8 чёрный король · d8 чёрная ладья · a7 чёрная пешка · b7 чёрная пешка · d7 чёрная ладья · f7 чёрная пешка · g7 чёрная пешка · h7 чёрная пешка · b6 чёрный ферзь · c6 чёрная пешка · e6 чёрная пешка · c5 чёрный слон · d5 чёрный конь · e5 белая пешка · g5 белый слон · c4 белый слон · a2 белая пешка · b2 белая пешка · c2 белая пешка · e2 белый ферзь · f2 белая пешка · g2 белая пешка · h2 белая пешка · c1 белый король · d1 белая ладья · f1 белая ладья | c8 чёрный король · d8 чёрная ладья · a7 чёрная пешка · b7 чёрная пешка · d7 чёрная ладья · f7 чёрная пешка · g7 чёрная пешка · h7 чёрная пешка · b6 чёрный ферзь · c6 чёрная пешка · e6 чёрная пешка · c5 чёрный слон · d5 чёрный конь · e5 белая пешка · g5 белый слон · c4 белый слон · a2 белая пешка · b2 белая пешка · c2 белая пешка · e2 белый ферзь · f2 белая пешка · g2 белая пешка · h2 белая пешка · c1 белый король · d1 белая ладья · f1 белая ладья | c8 чёрный король · d8 чёрная ладья · a7 чёрная пешка · b7 чёрная пешка · d7 чёрная ладья · f7 чёрная пешка · g7 чёрная пешка · h7 чёрная пешка · b6 чёрный ферзь · c6 чёрная пешка · e6 чёрная пешка · c5 чёрный слон · d5 чёрный конь · e5 белая пешка · g5 белый слон · c4 белый слон · a2 белая пешка · b2 белая пешка · c2 белая пешка · e2 белый ферзь · f2 белая пешка · g2 белая пешка · h2 белая пешка · c1 белый король · d1 белая ладья · f1 белая ладья | c8 чёрный король · d8 чёрная ладья · a7 чёрная пешка · b7 чёрная пешка · d7 чёрная ладья · f7 чёрная пешка · g7 чёрная пешка · h7 чёрная пешка · b6 чёрный ферзь · c6 чёрная пешка · e6 чёрная пешка · c5 чёрный слон · d5 чёрный конь · e5 белая пешка · g5 белый слон · c4 белый слон · a2 белая пешка · b2 белая пешка · c2 белая пешка · e2 белый ферзь · f2 белая пешка · g2 белая пешка · h2 белая пешка · c1 белый король · d1 белая ладья · f1 белая ладья | 1 |
|   | a | b | c | d | e | f | g | h |   |

Наглядный пример контрудара — конец партии Макогонов — Розенталь.
Белые беспечно нападают на ладью:
19. Сg5? (см. диаграмму)
Вместо того, чтобы отойти ладьей или перекрыть линию нападения, чёрные отвечают неожиданным контрударом:
19... Kc3!
Белые сдались ввиду того, что бить коня нельзя из-за мата 20. bc Са3#. В ином случаи белые теряют ферзя 20. Фf3 Л:d1+ 21. Л:d1 Л:d1+ 22. Ф:d1 K:d1.